# نبال الجزائري
نبال الجزائري (18 يونيو 1967 -)، ممثلة سورية.

## عن حياتها
هي ابنة عم الفنانتين سامية وصباح الجزائري، تخرجت من «المعهد العالي للفنون المسرحية» وأكملت دراستها في الإخراج المسرحي في روسيا. بدأت مشوارها الفني بالتمثيل الجماهيري عام 1997 في أول مشاركة تلفزيونية لها بمسلسل «تل الرماد» للمخرج نجدة إسماعيل أنزور ثم توالت أعمالها، وهي عضو في نقابة الفنانين السوريين منذ 5 سبتمبر 2000.

## أعمالها

### من أعمال التلفزيون
| سنة الإنتاج | اسم المسلسل                                                        | الشخصية          |
| ----------- | ------------------------------------------------------------------ | ---------------- |
| 1997        | تل الرماد                                                          |                  |
| 1997        | عيلة سبع نجوم                                                      | منال             |
| 1997        | هوى بحري                                                           |                  |
| 1997        | يوميات جميل وهناء                                                  | منال             |
| 1997        | حمام القيشاني - الجزء الثاني الثالث 1998، الرابع 2001، الخامس 2003 | أديبة            |
| 1998        | عيلة ثمن نجوم                                                      | نزيهه            |
| 1999        | المجهول                                                            | بهيجة            |
| 1999        | جواد الليل                                                         |                  |
| 1999        | أزهار الشتاء                                                       |                  |
| 1999        | نساء صغيرات                                                        |                  |
| 2001        | ألو جميل ألو هناء                                                  | منال             |
| 2001        | مقامات الحرمذاني                                                   | هند              |
| 2002        | البيوت أسرار                                                       |                  |
|             | بقعة ضوء حلقات منفصلة، عدة أجزاء                                   | عدة شخصيات       |
| 2003        | كوابيس منتصف الليل                                                 | فتحية            |
| 2004        | فارس بني مروان                                                     | سكينة بنت الحسين |
| 2004        | مرزوق على جميع الجبهات                                             |                  |
| 2005        | خلف القضبان                                                        |                  |
| 2005        | قيد التحقيق                                                        |                  |
| 2005        | الهارب                                                             | أمل              |
| 2005        | أشواك ناعمة                                                        | منى              |
| 2006        | كسر الخواطر                                                        | سهام             |
| 2007        | جرن الشاويش                                                        | أم زهير          |
| 2007        | الليلة الثانية بعد الألف                                           |                  |
| 2008        | أهل الراية                                                         | آسية             |
| 2008        | شركاء يتقاسمون الخراب                                              | ريم              |
| 2009        | طريق النحل                                                         |                  |
| 2009        | صبايا الجزء الثاني عام 2010                                        | هزار             |
| 2010        | أهل الراية الجزء الثاني                                            | آسية             |
| 2011        | بقعة ضوء حلقات منفصلة، الموسم الثامن                               | عدة شخصيات       |
| 2012        | أرواح عارية                                                        |                  |
| 2013        | حدود شقيقة                                                         |                  |
| 2022        | الحي العربي                                                        |                  |
| 2023        | ابتسم أيها الجنرال                                                 | أم عارف          |

### الإذاعة والدبلجة
| اسم العمل   | نوعه           | صوت شخصية |
| ----------- | -------------- | --------- |
| ظواهر مدهشة | مسلسل إذاعي    |           |
| نور         | مسلسل تلفزيوني | ميسون     |
| وادي الذئاب | مسلسل تلفزيوني | نسرين     |

### من أعمال السينما
| سنة الإنتاج | الفيلم             | الشخصية |
| ----------- | ------------------ | ------- |
| 2019        | تحضير الشنطة       |         |
| 2001        | قمران وزيتونة      | سلمى    |
| 2003        | ما يطلبه المستمعون |         |

## روابط خارجية
- نبال الجزائري على موقع قاعدة بيانات الأفلام العربية